# 2009
2009（二千九、にせんきゅう）は、自然数また整数において、2008の次で2010の前の数である。

## 性質
- 2009 は合成数であり、約数は 1, 7, 41, 49, 287, 2009 である。
  - 約数の和は2394。
- 4412 + 19602 = 20092 を満たす ピタゴラス数である。
- 各位の和が11になる133番目の数である。1つ前は1910、次は2018。
- 2009 = 282 + 352
  - 異なる2つの平方数の和で表せる572番目の数である。1つ前は2005、次は2017。(オンライン整数列大辞典の数列 A004431)
- 2009 = 13 + 23 + 103 + 103 = 13 + 43 + 63 + 123 = 43 + 63 + 93 + 103
  - 4つの正の数の立方数の和で表せる627番目の数である。1つ前は2005、次は2015。(オンライン整数列大辞典の数列 A003327)
- 2009 = 452 − 16
  - n = 45 のときの n2 − 16 の値とみたとき1つ前は1920、次は2100。(オンライン整数列大辞典の数列 A028566)
- 2009 = 212 + 282 + 282

## その他 2009 に関連すること
- 西暦2009年